# Губастов, Константин Аркадьевич
Константи́н Арка́дьевич Губа́стов (1845 — 1919) — русский дипломат, историк и генеалог. Член Совета министров, тайный советник.

## Биография
На службе с 1863 года, в Министерстве иностранных дел — с 1866 года. Работал в дипломатических и консульских представительствах в Турции и Нидерландах.
Генеральный консул в Вене (1885—1896), вице-директор Азиатского департамента МИД (1896—1897). 
Министр-резидент в Черногории (1897—1900), в Ватикане (1900—1904).
Посланник в Сербии (1904—1906), товарищ министра иностранных дел (1906—1908). В 1907 году от имени России подписал с фон Яговым секретный Петербургский протокол по балтийскому вопросу. С 1908 года в отставке по состоянию здоровья.
При открытии Музея изящных искусств имени императора Александра III подарил ему античные монеты и папские медали. Был одним из основателей и товарищем председателя Русского генеалогического общества. Являлся казначеем Императорского Русского исторического общества.

## Награды
- Орден Святого Владимира 3-й степени (1888).
- Орден Святого Станислава 1-й степени (1895).
- Орден Святой Анны 1-й степени (1899).

## Сочинения
- Губастов К. А. Материалы для родословной росписи дворян Зыбиных. СПб., 1896;
- Губастов К. А. Князь А. Б. Лобанов-Ростовский (1824–1896). СПб., 1902;
- Губастов К. А. Русско-итальянские браки // Летопись историко-родословного общества. 1905. Вып. 1;
- Губастов К. А. К портрету князя Н. И. Одоевского. СПб., 1909[7];
- Губастов К. А. Из личных воспоминаний о К. Н. Леонтьеве. // Памяти Константина Николаевича Леонтьева. — СПб., 1911. — С. 187—234. То же: отд. отт. [СПб., 1911].
- Губастов К. А. Бланк: Тамбовская ветвь // Известия Тамбовской ученой архивной комиссии. — Тамбов, 1917. — Вып. 57. — С. 287—289
- Губастов К. А. Генеалогические сведения о русских дворянских родах, происшедших от внебрачных союзов. / Публикация и комментарии Р. Г. Красюкова. — СПб., 2003.